# Seely Ridge
Seely Ridge (in lingua inglese: Dorsale di Seely) è una dorsale montuosa. Lunga 10 km, si innalza fino a 1.240 m alla sua estremità meridionale. Si sviluppa in direzione nordest a partire dai West Prongs, per andare a congiungersi con l' Heiser Ridge, nel Neptune Range, che fa parte dei Monti Pensacola in Antartide. 
La denominazione è stata assegnata nel 1995 dall'Advisory Committee on Antarctic Names (US-ACAN) in onore di Benjamin W. Seely, che nel 1915 inventò la zattera di salvataggio gonfiabile mentre prestava servizio alla Naval Air Station Pensacola.